# Grigori Rasputín
Grigori Yefímovich Rasputín (en ruso: Григо́рий Ефи́мович Распу́тин; Pokróvskoye, 9 de enerojul./ 21 de enero de 1869greg.-Petrogrado, 17 de diciembrejul./ 30 de diciembre de 1916greg.) fue un místico ruso con una gran influencia en los últimos días de la dinastía Románov. Rasputín es la transcripción procedente de la pronunciación francesa, mientras que la forma correcta de la pronunciación rusa es Rasputin.
En su lugar de origen pretendía darse una apariencia de Jesucristo y tenía fama de sanador mediante el rezo, razón por la cual, y gracias a una amiga de la zarina llamada Anna Výrubova, en 1905 fue llamado al palacio de los zares para cortar una hemorragia de su hijo y heredero Alekséi Nikoláyevich Románov, que padecía de hemofilia. El zarévich efectivamente mejoró —algunos investigadores suponen que fue mediante hipnosis—  y la familia Románov, especialmente la zarina Alejandra, cayó bajo la influencia de este controvertido personaje.

## Primeros años
Rasputín nació y se crio en un pequeño pueblo de Siberia Occidental llamado Pokróvskoye, que pertenecía entonces a la región de Tobolsk, actual óblast de Tiumén, y está a unos 300 km al este de los Urales, en la orilla izquierda (norte) del río Turá. Es posible que, como era habitual entre los campesinos rusos, su nombre derivara de un seudónimo y proviniera de la palabra rasputnyi ('disoluto'). El registro de la parroquia local contiene la siguiente entrada el 10 de enerojul./ 22 de enero de 1869greg.: «En el pueblo de Pokróvskoye, en la familia del campesino Yefim Yákovlevich Rasputin y su esposa, ambos ortodoxos, nació un hijo, Grigori». Al día siguiente fue bautizado y nombrado en honor de San Gregorio de Nisa, cuya fiesta se celebra el 10 de enero.

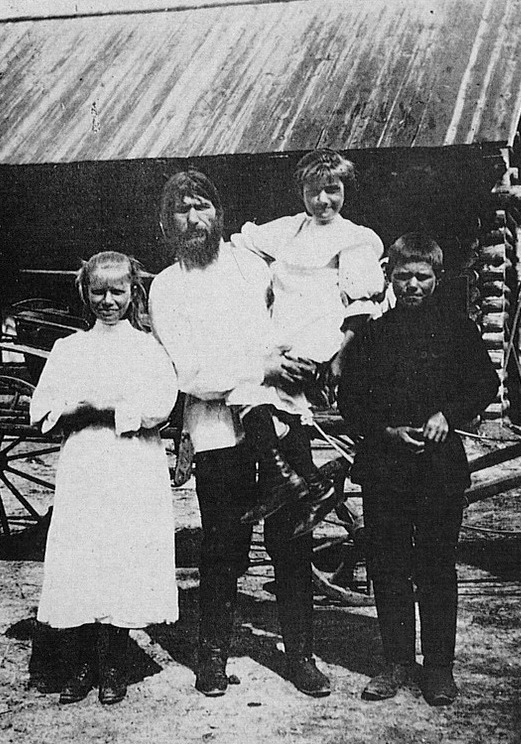
Rasputín y sus hijos.

Grigori fue el quinto de nueve hijos. Solo sobrevivieron dos: él y su hermana Feodosia. Nunca asistió a la escuela; según el censo de 1897, casi todo el pueblo era analfabeto. En Pokróvskoye, el joven Rasputín era considerado un extraño, pero dotado de dones misteriosos. "Sus extremidades se sacudían, movía los pies y siempre mantenía las manos ocupadas. Pese a algunos de sus tics físicos, llamaba la atención". Lo poco que se sabe sobre su infancia fue transmitida por su hija María. Según ella, a los catorce años la idea de que «el reino de Dios está en nosotros» le hizo «correr a esconderse en el bosque, temeroso de que la gente notara que le había ocurrido algo inimaginable». Cuando se hubo recuperado, volvió a casa con «la sensación de una luminosa tristeza». Más o menos a esa edad, harto de soportar que otros niños lo llamasen «enclenque», un día se resolvió y les agredió. Aunque se arrepintió de aquello, pues no era violento, se hizo más sociable desde entonces y fue capaz de ir al mercado de Tiumén (80 km al oeste) a vender el centeno de su padre. Sin embargo, en conjunto, Rasputín siguió siendo un muchacho demasiado disperso como para convertirse en un hombre de provecho. Empezó a beber y lo detuvieron junto con otros por el robo de unos caballos. Finalmente, la asamblea rural lo absolvió, aunque los demás fueron desterrados a la Siberia Oriental.
El 2 de febrero de 1887, Rasputín se casó con Praskovia Fiódorovna Dubróvina, tres años mayor que él, con quien tuvo tres hijos: Dmitri, Varvara y María. Dos hijos anteriores a ellos murieron muy niños. En 1892, Rasputín dejó abruptamente su aldea, esposa, hijos y padres. Pasó varios meses en un monasterio de Verjoturie (hoy en el óblast de Sverdlovsk). El autor Aleksandr Spiridóvich sugirió que lo hizo por la muerte de un niño, pero el monasterio fue ampliado en aquellos años para recibir más peregrinos. Ingresó poco después en una secta cristiana condenada por la Iglesia Ortodoxa Rusa conocida como jlystý ('flagelantes'), quienes creían que para llegar a la fe verdadera hacía falta el dolor. En las reuniones de esta secta, las fiestas y orgías eran constantes y Grigori se convirtió en un acérrimo integrante. El ingreso en esta congregación marcó al profeta siberiano de por vida —esto explicaría la notoria vida sexual que tuvo en años posteriores y que acabó ennegreciendo su reputación de hombre santo—. Posteriormente llevó una vida de ermitaño hasta que conoció al Hermano Macario, un iluminado que tuvo una fuerte influencia sobre Rasputín, pues llevó a Grigori a renunciar a beber y comer carne. Cuando regresó a casa, se había tornado un ferviente converso.

## Influencia en la monarquía rusa

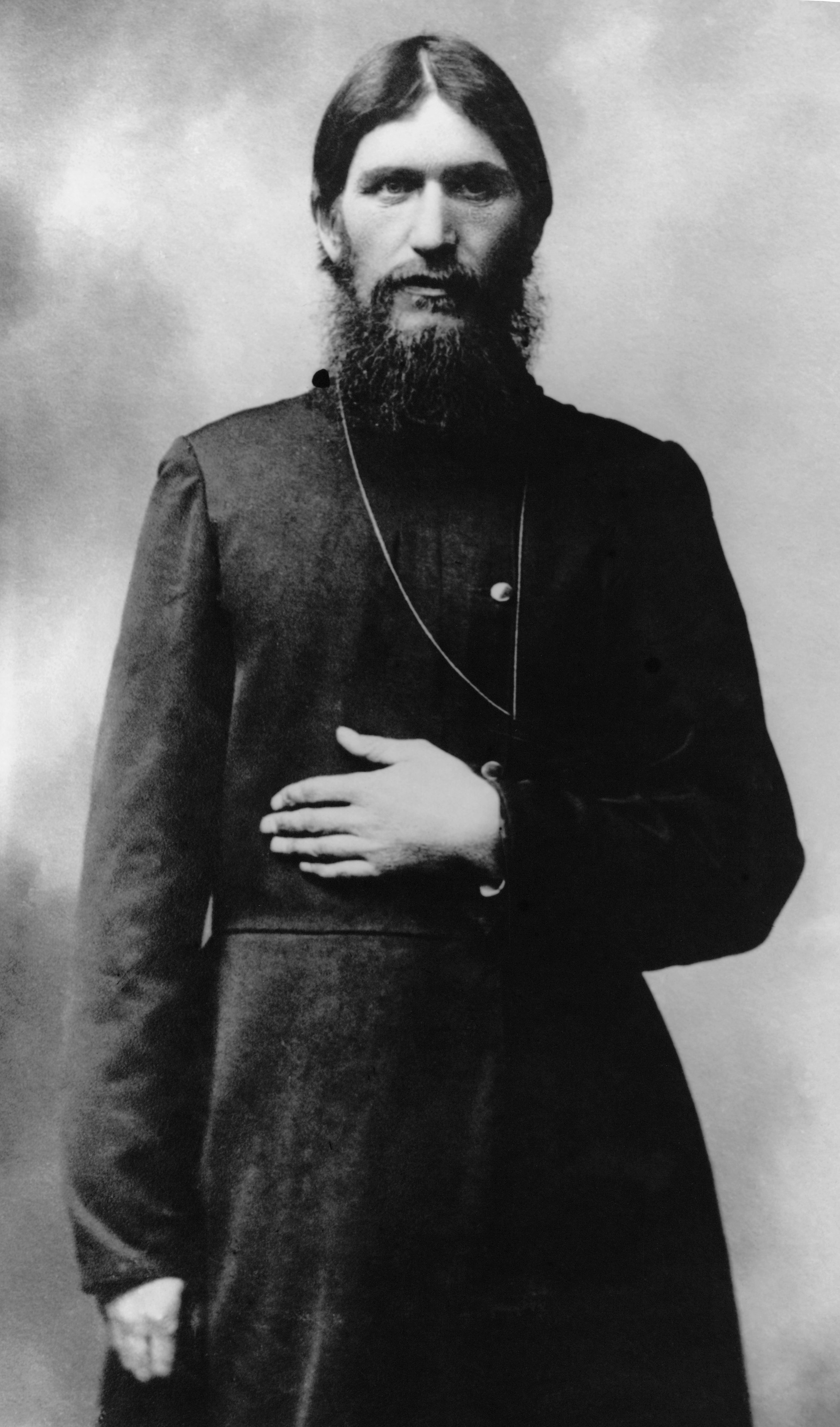
Rasputín en 1910.

Rasputín conoció al zar Nicolás el 1 de noviembre de 1905 en el Palacio Peterhof. El zar anotó el evento en su diario, en el que decía que él y la emperatriz Alejandra habían "conocido a un hombre de Dios - Grigori, de la provincia de Tobolsk". Rasputín volvió a Pokróvskoye poco después de esta visita y no volvió a San Petersburgo hasta julio de 1906. A su regreso, le envió a Nicolás un telegrama solicitando regalarle un ícono de San Simeón de Verjoturie. Se encontró con Nicolás y Alejandra el 18 de julio y nuevamente en octubre, cuando conoció a sus hijos.
Rasputín no solo se ganó el favor de la familia real, sino que también buena parte de la aristocracia se rindió a él. Esto se debió sobre todo a su carisma personal. En la medida en que el carisma pueda explicarse, el suyo era producto de los siguientes factores: una mirada muy fija y penetrante (era de pelo castaño, pero de ojos azules muy claros); un verbo fácil y muy ambiguo (alguien dijo que sus frases nunca constaban de «sujeto, verbo y predicado», sino que siempre faltaba algún elemento) que parecía un oráculo; un gran atractivo con las mujeres basado, además de su físico y su intuición, su conocimiento de las Escrituras y en cierta tradición religiosa rusa que seguía prácticas orgiásticas como camino a Dios. Finalmente, la época de Rasputín era de romanticismo filoeslavo, y él, ruso de la profunda Siberia, recriminaba a los nobles, muy emparentados con la aristocracia europea (sobre todo con la alemana): «No tenéis una sola gota de sangre rusa».

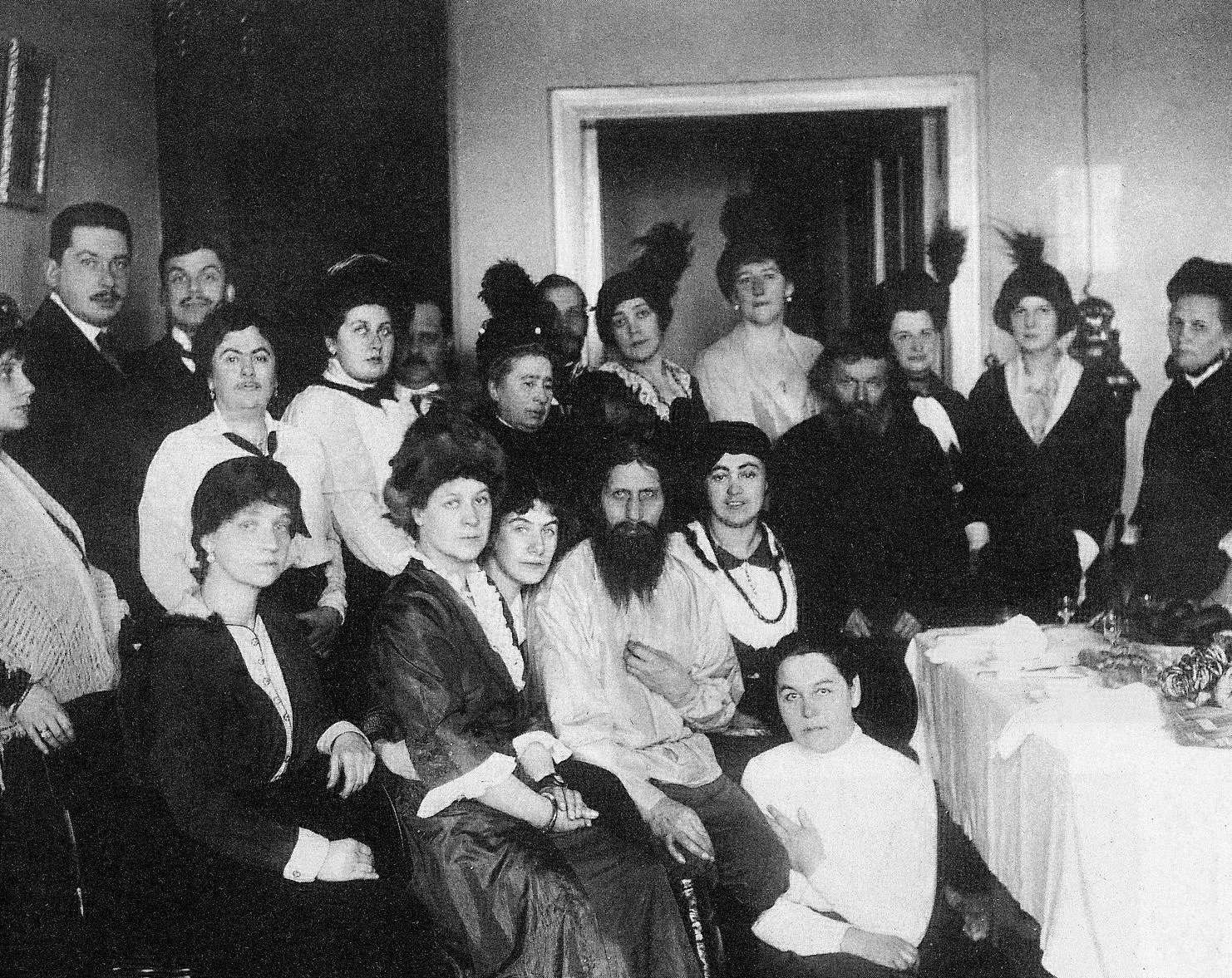
Rasputín con sus admiradoras en 1914.

Sin embargo, fue muy atacado por aquellos cortesanos y nobles que se sintieron amenazados en sus intereses y propagaron rumores que sirvieron de alimento para los revolucionarios enemigos del régimen zarista. El zar solo lo toleraba en la medida que la zarina lo aceptara, aunque no había decisión del zar que no pasara por la supervisión de Rasputín. Durante la Primera Guerra Mundial fue acusado de ser un espía alemán y de influir políticamente en la zarina, que era de ascendencia alemana, en sus nombramientos ministeriales cuando el zar estuvo ausente por la guerra. Este hecho fue desastroso para la permanencia del régimen zarista.
Considerado amigo íntimo del zarévich Alekséi Nikoláievich y su «médico» personal, ya que este le proporcionaba una especie de «hipnosis curativa» y le ofrecía la seguridad que su sobreprotectora madre no podía ofrecerle, el futuro de la dinastía Románov estaba en sus manos. Si él no salvaba de la muerte al hemofílico zarévich, la especulación sobre el heredero al trono quedaba abierta. Gracias a esas aparentemente milagrosas curaciones, la zarina Alejandra confió ciegamente en el curandero, ya que las pruebas de sanación que le producía a su hijo eran inexplicables. Confió también en los vaticinios del monje sobre los destinos de la santa Rusia, a la cual veía Rasputín en sus visiones «envuelta en una nube negra e inmersa en un profundo y doloroso mar de lágrimas».

## Asesinato
En el gobierno y en la corte se consideraba que la influencia de Rasputín sobre el zar y la zarina era nefasta en un momento en que la situación de la monarquía ya era muy crítica. El primer ministro Aleksandr Trépov le ofreció doscientos mil rublos para que regresase a su pueblo natal y fracasó. Posteriormente, a principios de 1916, hubo una tentativa de asesinato contra Rasputin que fue planeada por el entonces exministro del Interior, Alekséi Jvostov. Finalmente, la conjura que tuvo éxito fue la del príncipe Félix Yusúpov, en la que también estaban implicados un líder derechista de la Duma, Vladímir Purishkévich, y dos grandes duques, Dmitri Pávlovich y Nicolás Mijáilovich.

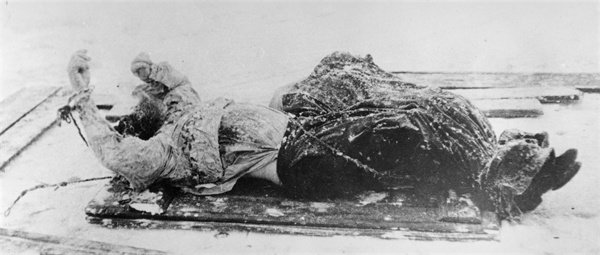
El cadáver congelado de Rasputín tras ser recuperado del río Nevá.

Yusúpov, Purishkévich y el gran duque Dmitri planearon atraer a Rasputín al palacio de Yusúpov con la excusa de que se reuniría con la esposa de este, la gran duquesa Irina Alexándrovna. Así, a pesar de haber recibido una advertencia previa del peligro el mismo 16 de diciembrejul./ 29 de diciembre de 1916greg., Rasputín se presentó en el palacio poco después de medianoche. Allí Yusúpov lo hizo esperar a la gran duquesa, mientras esta supuestamente atendía a otros invitados, en una estancia del sótano donde le sirvió vino y unos pasteles envenenados con cianuro. Exasperado porque el veneno parecía no hacer efecto, Yusúpov le disparó un tiro con una pistola Browning y lo dejó por muerto mientras se preparaba para salir a deshacerse del cadáver. No obstante, Rasputín había sobrevivido y Purishkévich, después de fallar en dos ocasiones, lo derribó con otros dos disparos de los que uno lo alcanzó en la espalda y el otro, definitivamente mortal, en la frente. Después arrastraron el cuerpo con cadenas de hierro y lo arrojaron al río Nevá. Fue encontrado el 18 de diciembrejul./ 31 de diciembre de 1916greg.. Rasputín fue enterrado junto al palacio de Tsárskoye Seló en enero de 1917. Después de la Revolución de Febrero, su cuerpo fue desenterrado y quemado en el bosque de Pargolovo, donde las cenizas fueron esparcidas.
En un análisis moderno de la muerte de Rasputín, publicado con motivo del centenario del suceso, la doctora Carolyn Harris, de la Universidad de Toronto, señala que las circunstancias reales fueron aparentemente menos dramáticas que el relato de Yusupov. La hija de Rasputín registró que a su padre no le gustaban los alimentos dulces y que no habría comido los pasteles supuestamente envenenados. El relato de la autopsia realizado por el cirujano oficial involucrado no registra envenenamiento ni ahogamiento, sino que simplemente registra la muerte por una sola bala disparada a la cabeza a corta distancia
Investigaciones recientes señalan que en el asesinato de Rasputín estuvo involucrado el servicio secreto británico, a través de un agente que residía por entonces en Petrogrado llamado Oswald Rayner, bajo el mandato de otro agente llamado John Scale, quien participó directamente en el asesinato.

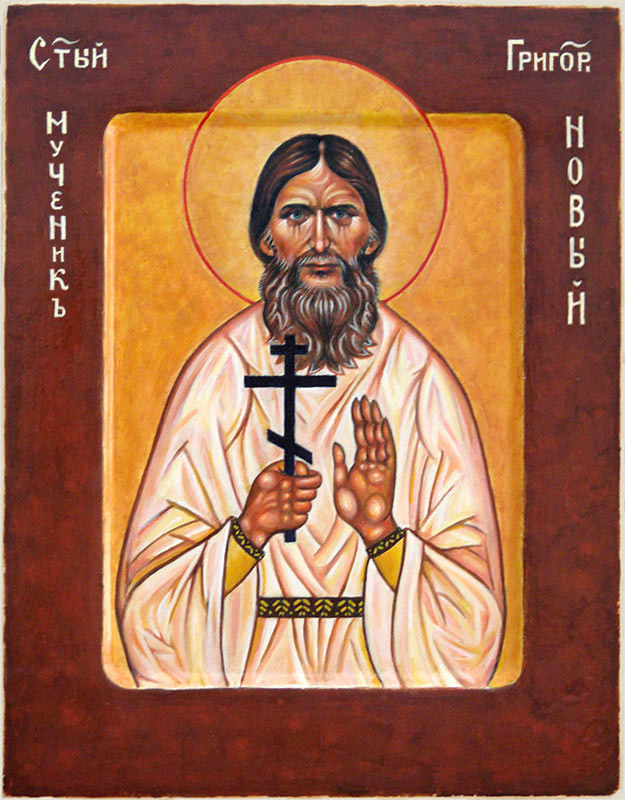
Un icono popular de Rasputín respresentado como un santo mártir.

## Intentos de canonización
El culto popular a Grigori inició a finales del XX. Su posible canonización llegó a ser apoyada por algunos miembros y líderes de la iglesia ortodoxa rusa, especialmente por los pertenecientes a grupos internos ultranacionalistas. En 2003, la comisión para la canonización de los santos de la iglesia ortodoxa aceptó tratar su caso junto al de Ivan IV, siendo finalmente rechazado en 2006.El patriarca Alejo II criticó al movimiento que pedía la canonización de Rasputín, mencionando que la conocida promiscuidad del místico debería ser suficiente para zanjar cualquier discusión al respecto.

## En la ficción
La novelesca vida de Rasputín y las anécdotas y leyendas que corrían sobre él lo convirtieron en un personaje popular y en sujeto de diversas obras de ficción casi desde el momento de su muerte. Entre ellas, cabe destacar:

### Películas y series
- Rasputin y la zarina. Película de 1932 producida por la MGM y dirigida por Richard Boleslawski. El inexacto retrato que en la película se hacía del príncipe Yusúpov (príncipe Chergodieff, en la película, e interpretado por John Barrymore) fue objeto de un proceso judicial. El papel de Rasputín es interpretado por Lionel Barrymore. Ethel Barrymore interpreta a la Zarina.
- Rasputin, Dämon der Frauen (Rasputin, el demonio de las mujeres). Película alemana de 1932 dirigida por Adolf Trotz. El guionista de esta película, Ossip Dymow, supuestamente había conocido a Rasputín en persona. El papel titular es interpretado por Conrad Veidt.
- L'ultimo zar / Les nuits de Raspoutine (conocida en Iberoamérica como Las noches de Rasputín). Coproducción entre empresas de Italia y Francia, estrenada en 1960 y dirigida por Pierre Chanel, relata los acontecimientos ya descritos, desde la cura del zarévich hasta el asesinato de Rasputín, con énfasis en su magnetismo erótico. El monje fue interpretado por el actor británico Edmund Purdom, la italiana Gianna Maria Canale asumió el papel de la zarina y el estadounidense John Drew Barrymore fue Félix Yusúpov.
- Rasputin, the Mad Monk (Rasputin, el monje loco). Película británica de 1966 producida por Hammer Productions y dirigida por Don Sharp, con guion de Anthony Hinds. Rasputín, presentado bajo un cariz casi terrorífico, es interpretado por Christopher Lee.
- Nicholas and Alexandra (Nicolás y Alejandra). Película británica histórica de 1971 que relata los acontecimientos del reinado del último zar de Rusia, Nicolás II, desde su perspectiva y la de su familia. Dirigida por Franklin J. Schaffner, el papel de Rasputin, que aparece en ella como personaje secundario, es interpretado por Tom Baker.
- Agóniya (Agony: The Life and Death of Rasputin). Película soviética de 1981 dirigida por Elem Klímov. Drama histórico que alterna el documental y la ficción.
- Rasputín, miniserie de 1996 producida por el canal HBO, donde el papel de Rasputín lo interpreta Alan Rickman.
- Anastasia, película estadounidense de animación de 1997 dirigida por Don Bluth. Se trata de una versión muy ficcionalizada de la vida de la gran duquesa Anastasia Nikoláyevna, quien supuestamente habría sobrevivido a la Revolución. El antagonista principal de la película es Rasputín, presentado como un brujo siniestro con poderes sobrenaturales, que lanza una maldición para acabar con la dinastía Románov, provocando a su vez la Revolución rusa. En la versión original, el personaje fue interpretado por Christopher Lloyd en los diálogos y por Jim Cummings en las canciones.
- Raspoutine. Producción franco-rusa de 2011 hecha para la televisión. Gérard Depardieu interpreta al personaje principal.
- Drifters (manga y anime). Rasputín aparece como sirviente del Rey Negro, general del ejército enemigo.[33]
- The last Czars (Estados Unidos, 2019). Miniserie de TV producida por Netflix. Personificado por Ben Cartwright. Dirigida por Adrian McDowall y Gareth Tunley. Drama histórico que alterna el documental y la ficción para mostrar los últimos años de la familia real rusa, que terminó con su ejecución poco después de la revolución.
- Hellboy (cómic y películas). Grigori Rasputin aparece en los cómics y películas de Hellboy como el antagonista principal en las películas de Guillermo del Toro, y un villano recurrente en los cómics, y en el reboot de 2019 dirigido por Neil Marshall. Es descrito como un ocultista con poderes sobrenaturales, y cuyo deber es liberar a los Ogdru Jahad, también conocidos como los 7 Dioses del Caos, para desatar el apocalipsis en la Tierra.
- Shūmatsu no Valkyrie (manga y anime). En este anime producido por Netflix, Grigori Rasputin aparece como luchador para los humanos en la batalla contra los dioses. Aun no ha combatido pero ha sido confirmado en la lista de peleadores humanos.
- Kingsman: El Origen. Película producida por 21st Century Fox. Grigori Rasputin, interpretado por el actor británico Rhys Ifans, es un antagonista y miembro de la sociedad secreta antimonárquica conocida como el Rebaño.
- Doctor Who (serie de televisión). En la temporada 13, durante las celebraciones del Centenario de la BBC, el episodio The Power of the Doctor menciona que el enemigo del Doctor, el Amo (o The Master), fue Rasputín.

### Música
- «Rasputin», canción disco de Boney M., basada libremente en la biografía del personaje histórico.
- «Rasputin», versión del grupo español Fangoria incluida en el álbum Dilemas, amores y dramas.
- «Rasputin», canción de la banda finlandesa de folk metal Turisas, incluida en el álbum The Varangian Way, basada en la vida del personaje.
- «The Khlysti Evangelist», canción de la agrupación sueca de metal sinfónico Therion, incluida en el álbum Sirius B.
- La banda de metal Type O Negative utiliza una foto de Rasputín a modo de portada de su último álbum Dead Again.
- El compositor finlandés Einojuhani Rautavaara concluyó su ópera Rasputin (2003).
- La banda de rock and roll Gin N' Tonic incluye el tema «Go Away Mr. Rasputin» como segundo tema de su álbum debut Sinner and Saint.
- La banda de rock rusa Radio Tapok incluye el tema de Распутин, que trata sobre la muerte de Rasputin y su impacto en la sociedad rusa de cara a la Revolución de Febrero

### Cómics
- Rasputín en serie de historietas Corto Maltés, de Hugo Pratt Rasputín.
- En Marvel Comics, Rasputín es un mutante y antepasado de Coloso y Magik.